# Doom II: Hell on Earth
A Doom II: Hell on Earth (vagy csak egyszerűen Doom II) egy videójáték, a Doom-sorozat második része, amelyet az id Software fejlesztett ki. 1994. október 10-én a GT Interactive adta ki IBM-kompatibilis PC-kre, s az előző résszel ellentétben, ezt már a boltokban is meg lehetett vásárolni. 1995-ben a játék megnyerte az Origins-díjat 1994 Legjobb Fantasy vagy Sci-Fi Videójátéka címen, majd december 26-án egy kiegészítő csomag is megjelent a játékhoz Master Levels for Doom II címen, amely húsz új pályát tartalmazott.
A Doom II-t rengeteg platformra adták ki, mint például Apple Macintosh-ra, PlayStationre és Nintendo Game Boy Advance-re is, így elég népszerű lett a játék.

## Történet
A Doom II nagyjából követi az előző Doom rész történetét és újra annak a névtelen tengerészgyalogosnak a bőrébe bújhat, aki túl keménynek bizonyult a pokol erőivel szemben. Miután a Tengerészgyalogos a Phobos-ról elteleportálódott a pokol másik szegletére, a Deimos-ra, visszakerül a Földre, amit szintén megszálltak a pokolbéli teremtmények.
|  | Alább a cselekmény részletei következnek! |

A játékosnak 30 (a titkos pályákkal együtt összesen 32) pályán kell átküzdenie magát ahhoz, hogy rájöjjön arra, hogy csak úgy tud kiszabadulni a Földön eluralkodott pokolból, hogy a Földön maradt túlélők által őrzött űrhajókkal visszamegy az űrbe. Azonban a szörnyeknek tudomásuk van ezekről az űrhajókról, ezért tűzpajzsot vontak az űrállomás köré, s emiatt nem tud se leszállni, se felszállni egyetlenegy űrhajó sem. A Tengerészgyalogosnak át kell küzdenie magát a teremtmények által ellepett űrállomáson, hogy hatástalanítsa az állomás körüli tűzpajzsot. Mivel már mindenkit evakuáltak a Földről, ezért a Tengerészgyalogos az egyetlen ember, aki ott maradt. Karba tett kézzel várja a halált, miközben ő adott egy esélyt az emberiségnek, amikor megmentette őket, hogy máshol folytathassák az életüket. Pár perc múlva a kap egy üzenetet az emberektől, hogy rátaláltak az ellenséges erők forrására. Ha a Tengerészgyalogos el tudja érni ezt a forrást, akkor egyszer s mindenkorra véget vethet az inváziónak.
A Tengerészgyalogos fáradtan közelíti meg a démonok forrását jelentő kaput. Mivel úgy tűnik neki, hogy nem tudja megállítani a teremtményeket, ezért egy másik megoldást keres. A játék szavaival élve: „Mit tennél akkor, ha a pokol bugyraiba kéne behatolnod?”
Hatalmas harcok után végül megtalálja a Földön eluralkodott pokol magját, a hatalmas démoni fejet, az Icon of Sin-t (azaz magyarul a Bűn Ikonja). Miután elegendő mértékű kárt tett a fejben, s kitért a kisebb démonok támadásai elől, a démoni fej mindent elpusztítva felrobban. A pokol romokba hever mikor végül a káosszal együtt befejeződik a démonok inváziója is. A Tengerészgyalogos megtörli a homlokát, s útban hazafelé, arra vár, hogy mikor tud segíteni a Föld újjáépítésében.
|  | Itt a vége a cselekmény részletezésének! |

## Pályák
| Név                                           | Tervező                       | Zene                       |
| MAP01: Entryway                               | John Romero                   | Running from Evil          |
| MAP02: Underhalls                             | American McGee                | The Healer Stalks          |
| MAP03: The Gauntlet                           | American McGee                | Countdown to Death         |
| MAP04: The Focus                              | American McGee                | Between Levels             |
| MAP05: The Waste Tunnels                      | American McGee                | DOOM                       |
| MAP06: The Crusher                            | American McGee                | In the Dark                |
| MAP07: Dead Simple                            | American McGee/Sandy Petersen | Shawn's got the Shotgun    |
| MAP08: Tricks and Traps                       | Sandy Petersen                | The Dave D. Taylor Blues   |
| MAP09: The Pit                                | Sandy Petersen                | Into Sandy's City          |
| MAP10: Refueling Base                         | Sandy Petersen/Tom Hall       | The Demon's Dead           |
| MAP11: Circle of Death/The 'O' of Destruction | John Romero                   | The Healer Stalks          |
| MAP12: The Factory                            | Sandy Petersen                | In the Dark                |
| MAP13: Downtown                               | Sandy Petersen                | DOOM                       |
| MAP14: The Inmost Dens                        | American McGee                | The Dave D. Taylor Blues   |
| MAP15: Industrial Zone                        | John Romero                   | Running from Evil          |
| MAP16: Suburbs                                | Sandy Petersen                | The Demon's Dead           |
| MAP17: Tenements                              | John Romero                   | The Healer Stalks          |
| MAP18: The Courtyard                          | Sandy Petersen                | Waiting for Romero to Play |
| MAP19: The Citadel                            | Sandy Petersen                | Shawn's got the Shotgun    |
| MAP20: Gotcha!                                | John Romero                   | Message for the Archvile   |
| MAP21: Nirvana                                | Sandy Petersen                | Countdown to Death         |
| MAP22: The Catacombs                          | American McGee                | The Dave D. Taylor Blues   |
| MAP23: Barrels o' Fun                         | Sandy Petersen                | Bye Bye American Pie       |
| MAP24: The Chasm<                             | Sandy Petersen                | In the Dark                |
| MAP25: Bloodfalls                             | Shawn Green                   | Adrian's Asleep            |
| MAP26: The Abandoned Mines                    | John Romero                   | Message for the Archvile   |
| MAP27: Monster Condo                          | Sandy Petersen                | Waiting for Romero to Play |
| MAP28: The Spirit World                       | Sandy Petersen                | Getting Too Tense          |
| MAP29: The Living End                         | John Romero                   | Shawn's got the Shotgun    |
| MAP30: Icon of Sin                            | Sandy Petersen                | Opening to Hell            |
| MAP31: Wolfenstein                            | Sandy Petersen                | Evil Incarnate             |
| MAP32: Grosse                                 | Sandy Petersen                | The Ultimate Conquest      |

### MAP31: Wolfenstein
Ez az első titkos pálya a játékban, amelyet Sandy Peterson tervezett, és ahol az ellenségek a Wolfenstein 3D-ből származnak, amelyet az id Software tervezett és az Apogee Software adott ki. Ez a pálya nem szerepel a német kiadású Doom II-ben, mivel néhány olyan szimbólumot tartalmaz, amelyek be vannak tiltva Németországban (például a szvasztika).

### MAP32: Grosse
Csak úgy mint az előző pályát, ezt is betiltották Németországban, a Playstationös és a Game Boy Advance-es kiadásokban is, mivel szintén olyan náci jelképek szerepelnek benne, amelyek a Wolfenstein 3D-ben is. A pálya megfelel a Wolfenstein 3D első epizód kilencedik szintjének (E1F9), és lecserélték a Wolfenstein 3D első főellenségét a Doom II Cyberdemonjára.

## Fejlesztés
A Doom II nem sokat változott az előző rész óta. Nincsenek technikai újítások, a grafika sem fejlődött és a játékmenetet sem változtatták meg. A játéknak a lényege változatlan: a játékosnak keresztül kell jutnia a pályákon, s közben fel kell szednie néhány kulcsot, amikkel új területeket nyithat ki és természetesen le kell lőnie számtalan ellenséget. Azonban a pályák még nagyobbak és még bonyolultabbak lettek, s a Doom II-nek egy kicsivel nagyobb lett a gépigénye. A játékban a fő újítás a szörnyek terén történt, ami azt jelenti, hogy most már összesen nyolc új ellenséget lőhetünk le a régiekkel együtt:
- Hell Knight
- Former Commando (más néven Heavy Weapon Dude)
- Mancubus
- Revenant
- Arachnotron
- Pain Elemental
- Arch-Vile
- Icon of Sin (a végső főellenség)

A készítők betettek úgymond két utalást a régebbi játékaikra, mégpedig az SS Trooper a Wolfenstein 3D-ből, amely a játék utolsó két pályáján jelenik meg, a Wolfenstein-en és a Grosse-n. A másik karakter a Commaner Keen figura, amelyből négy is található az utolsó pályán.
Egyetlen új fegyver került be a játékba, mégpedig a dupla csövű vadászpuska, más néven a super shotgun, amely egyszerre 20 sörétet lő ki a hagyományos vadászpuska 7 sörétje helyett. Nagyon hatásos fegyver minden közepes testű ellenség ellen. Egy új tárgy is bekerült a Doom II-be Megasphere néven (magyarul Megagolyó), amely a játékos páncélzatát és az életerejét tölti fel 200%-ra.
A játékmenetben csupán annyi változás történt, hogy a régebbi három epizód helyett csupán egyetlen epizód szerepel a játékban, bár szerepel néhány információ az események történéséről játék közben. A készítők azt a részt is lecserélték egy egyszerű háttérrel, amely azt mutatja, hogy a játékos melyik következő pályájára lép. Ez azt jelenti, hogy nem kell újra kezdenie a pályákat egy idő után az alapvető fegyverekkel (egy pisztoly és a Tengerészgyalogos ökle), hanem a már megszerzett fegyverekkel mehet tovább. A játék néhány eleme a Final Doom-ban is szerepel.
Mivel a Doom II a Földön játszódik, ezért a pályák készítésénél arra törekedtek, hogy azok egy valóságos földi környezet hangulatát adják vissza. Végül amikor a pályák már nem tükrözik a valóságot, a játékos már elhagyja a Földet. A 21. pálya után az égbolt karmazsinvörösre vált át, s feltűnik néhány hegy is, csakúgy, mint az előző részben, a Doomban is.
A Doom II lett az id Software egyik legjobban keresett játéka, mert körülbelül kétmilliót adtak el belőle.

## Kiegészítők

### Master Levels for Doom II
A Master Levels for Doom II nevű kiegészítő csomagot 1995. december 26-án adta ki a GT Interactive.
A kiegészítő csomag egy CD-t tartalmaz, amelyen 20 WAD fájl található, ezeket szerződés alatt hoztak létre különféle szerzők. Egy titkos pálya is helyet kapott a kiegészítő CD-n mégpedig teeth.wad fájlnéven, amellyel együtt 21 pálya található a lemezen. A szerkesztők mintegy bónuszként további, amatőrök által készített WAD fájlokat tettek még a CD-re az Internetről, szám szerint 1.830-at. A kiegészítő csomagot az Xbox-ra kiadott Doom 3: Resurrection of Evil mellé ajándékba adták. A lemezen található WAD fájlok használhatatlanok a Doom II: Hell on Earth nélkül.

#### Pályák
A következő pályák találhatóak a játékban:
| Pálya címe                             | Pálya | WAD          | Szerző                       |
| -------------------------------------- | ----- | ------------ | ---------------------------- |
| Attack                                 | MAP01 | Attack.wad   | Tim Willits                  |
| Black Tower                            | MAP25 | Blacktwr.wad | Sverre "Kranium" Kvernmo     |
| Bloodsea Keep                          | MAP07 | Bloodsea.wad | Sverre "Kranium" Kvernmo     |
| Canyon                                 | MAP01 | Canyon.wad   | Tim Willits                  |
| The Catwalk                            | MAP01 | Catwalk.wad  | Christen David Klie          |
| The Combine                            | MAP01 | Combine.wad  | Christen David Klie          |
| The Fistula                            | MAP01 | Fistula.wad  | Christen David Klie          |
| The Garrison                           | MAP01 | Garrison.wad | Christen David Klie          |
| Geryon: 6th Canto of INFERNO           | MAP08 | Geryon.wad   | John W. "Dr. Sleep" Anderson |
| Titan Manor                            | MAP01 | Manor.wad    | Chris Klie                   |
| Mephisto's Maosoleum                   | MAP07 | Mephisto.wad | Sverre "Kranium" Kvernmo     |
| Minos' Judgement: 4th Canto of INFERNO | MAP05 | Minos.wad    | John W. "Dr. Sleep" Anderson |
| Nessus: 5th Canto of INFERNO           | MAP07 | Nessus.wad   | John W. "Dr. Sleep" Anderson |
| Paradox                                | MAP01 | Paradox.wad  | Tom Mustaine                 |
| Subspace                               | MAP01 | Subspace.wad | Christen David Klie          |
| Subterra                               | MAP01 | Subterra.wad | Christen David Klie          |
| The Express Elevator to Hell (1)       | MAP31 | Teeth.wad    | Sverre "Kranium" Kvernmo     |
| The Express Elevator to Hell (2)       | MAP32 | Teeth.wad    | Sverre "Kranium" Kvernmo     |
| Trapped on Titan                       | MAP01 | Ttrap.wad    | Jim Flynn                    |
| Vesperas: 7th Canto of INFERNO         | MAP09 | Vesperas.wad | John W. "Dr. Sleep" Anderson |
| Virgil's Lead: 3rd Canto of INFERNO    | MAP03 | Virgil.wad   | John W. "Dr. Sleep" Anderson |

## Francia fordítás
A játéknak létezik egy hivatalos francia nyelvű verziója, melyet az Art of Words készített és a Virgin terjesztett. A fordítás az 1.8-as verzión alapult és a DOOM2F.WAD fájlnevet használja.

## Érdekességek
- Ha az "Icon of Sin" nevű utolsó pályán teleportálunk egyet, akkor egy értelmetlen beszédet lehet hallani, mely a következőt mondja: !oremoR nhoJ, em llik tsum uoy, emag eht niw oT, ami visszafelé úgy szól, hogy "To win the game, you must kill me, John Romero!".
- Ha falonátmenés kóddal a "bűn szentképe" fején átmegyünk, ott található John Romero feje.
- A két titkos pálya a Wolfenstein 3D-ből származó 1. epizód 1. és utolsó pályája.
- Az utolsó titkos pálya különösen ér véget, mivel kedvenc törpezseninket, Commander Keent (akiből négy van) kell lelőni. (A Commander Keen a Wolfenstein 3D elődje.)